# Samba (kortspel)
Samba är ett kortspel som är en vidareutveckling av canasta och som i likhet med detta spel går ut på att samla poäng genom att bilda så värdefulla kortkombinationer som möjligt. Samba och canasta hör båda till kortspelskategorin rummyspel. 
Tre sammanblandade kortlekar med totalt sex jokrar används. Liksom i canasta kan jokrarna och tvåorna ersätta andra kort, och också treorna har speciella funktioner. En viktig skillnad mot canasta är att det är tillåtet att bilda kombinationer inte bara av kort med samma valör utan också av kortsekvenser i blandade färger eller i samma färg. 
Spelarna får i given femton kort var. Resterande kort bildar en talong, vars översta kort vänds upp och utgör början till högen. En spelare som är i tur drar antingen två kort från talongen eller tar, under vissa förutsättningar, upp alla korten i högen, lägger därefter eventuellt ned kombinationer på bordet, och avslutar med att lägga ifrån sig ett kort med framsidan uppåt på högen. 
Poängräkningen är i stora delar identisk med den i canasta. Den högsta poängen ges till en samba, som är en kombination av sju kort i sekvens utan jokrar eller tvåor.